# چسبک‌ماهی استرالیایی
چسبک‌ماهی استرالیایی (نام علمی: Remora australis) نام یک گونه از سرده چسبک‌ماهی است.